# Overnaads

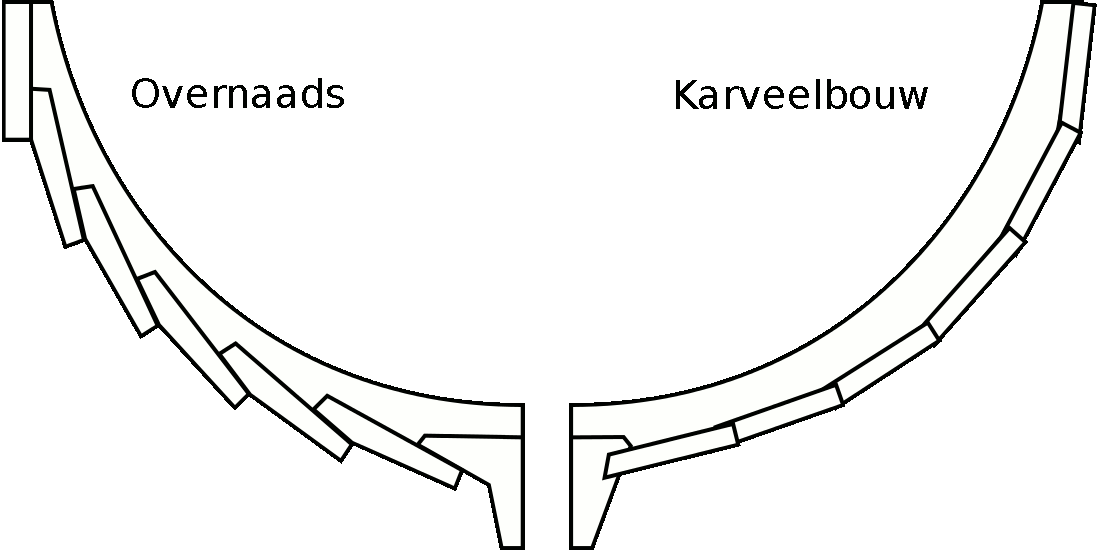
Links in de tekening overnaads, rechts karveelbouw.

Overnaads is een bouwwijze van een scheepsromp, waarbij de planken – ook wel huidgangen genoemd – elkaar overlappen. 
De bovenste gang overlapt hiermee de eronder liggende, waarbij de gangen aan elkaar geklonken zijn met koperen of vroeger met ijzeren draadnagels. Dit in tegenstelling tot de karveelbouw waarbij de planken of delen met de zijkanten stuitend tegen elkaar zijn geplaatst.
Door de huidplanken overnaads te bevestigen verkrijgt een schip een uitwendige skeletstructuur met een hoge sterkte bij een relatief laag gewicht. 
Een sloep is doorgaans overnaads gebouwd.

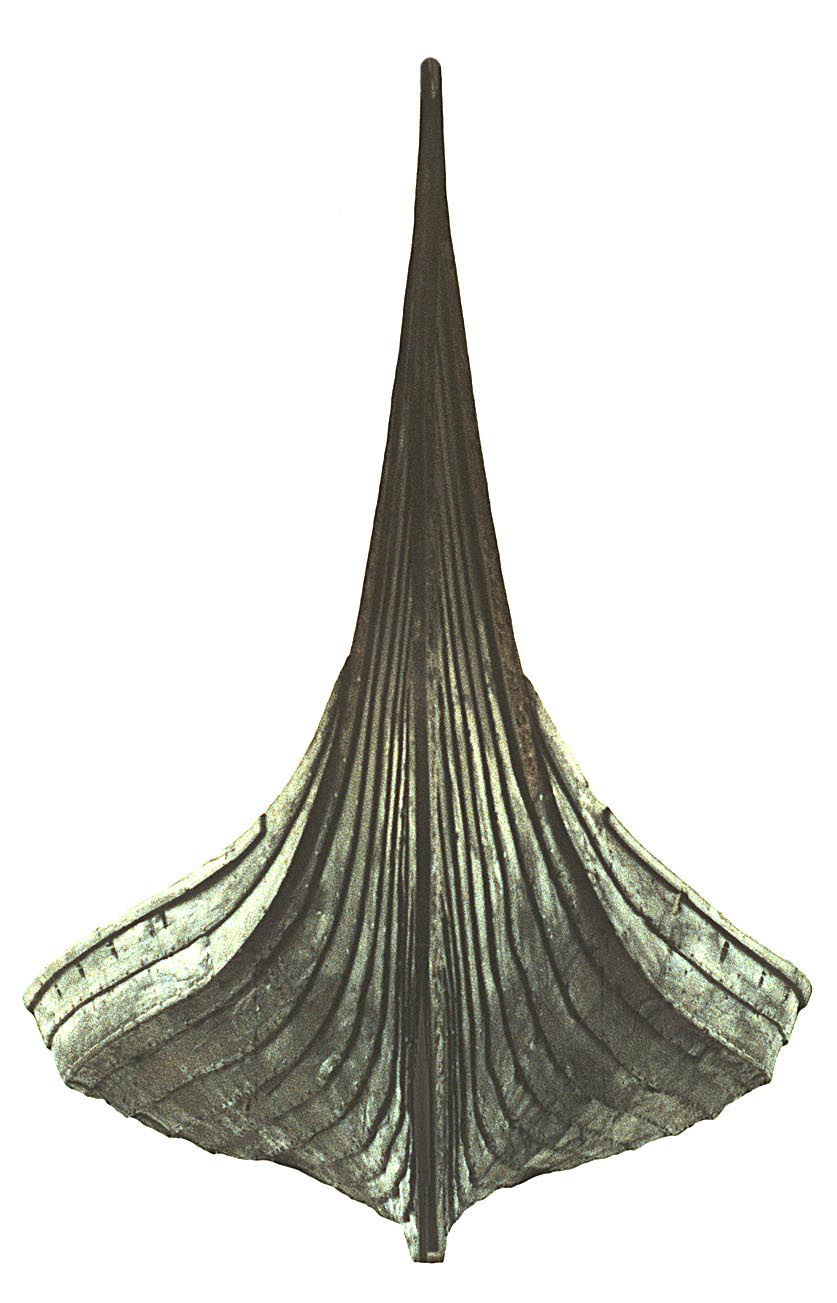
Overnaads gebouwd Vikingschip.